# Kofinanzierung
Unter Kofinanzierung (englisch co-financing) versteht man im Finanzwesen die gemeinsame Mitfinanzierung einer Investition oder eines Projekts durch mindestens zwei kreditgebende Institutionen. 

## Allgemeines
Der Begriff der Kofinanzierung wurde von der Weltbank (International Bank for Reconstruction and Development, IBRD) geprägt. Sie kooperiert seit 1975 bei Projekten mit Geschäftsbanken im Rahmen der Kofinanzierung, da die Weltbank keinesfalls eine Vollfinanzierung von Projekten vornimmt. Begonnen hatte die Weltbank mit Parallelkrediten im Jahre 1974. Bei Parallelkrediten werden mindestens jeweils zwei Kreditverträge zwischen (mindestens zwei) Kreditgebern und dem Kreditnehmer geschlossen. Dabei ist rechtlich darauf zu achten, dass diese beiden Kreditverträge aufeinander abgestimmt werden, damit die Kreditverträge rechtlich und wirtschaftlich nicht miteinander kollidieren. Die Weltbank verbindet die Kreditverträge der Geschäftsbanken durch ein „Memorandum of Agreement“ (Vereinbarungsabkommen) mit der eigenen Kreditgewährung zum selben Projekt. Hierin sorgen Klauseln wie „Cross-Reference“ und Cross-Default-Klausel für eine rechtliche Koordination der Kredite. Erstere weist auf das Bestehen eines parallelen Kreditvertrags hin, letztere löst bereits einen Kündigungsgrund aus, wenn der Kreditnehmer mit der Kreditbedienung des parallelen Kreditvertrags in Rückstand gerät. Damit kann verhindert werden, dass der Schuldner die Tilgungsreihenfolge einseitig ändert.

## EU-Förderprogramme
Das Recht der Europäischen Union hat den Begriff Kofinanzierung übernommen und ihn zu einem zentralen Begriff des EU-Rechts gemacht. Sie gewährt in Zusammenarbeit mit anderen Institutionen (Regierungen, Regionalregierungen, Exportkreditversicherungen, Banken) Darlehen für eine Vielzahl von EU-Förderprogrammen. Die meisten EU-Förderprogramme gewähren für Investitionen oder Projekte keine Vollfinanzierung, sondern verlangen den Einsatz weiterer Finanzierungsquellen außerhalb der EU-Institutionen von bis zu 50 % des gesamten Investitions- oder Projektvolumens. Kofinanzierung ist somit Voraussetzung für die Erteilung eines Bewilligungsbescheides. Eine Förderung kommt mithin nur zustande, wenn sich die genannten Institutionen an der Finanzierung beteiligen. Der Teil, der aus anderen Finanzierungsquellen stammen soll, wird Kofinanzierung genannt.
Bei den EU-Förderprogrammen zur Regional- und Strukturpolitik (Strukturfonds, z. B. EFRE zur Stärkung der regionalen Wirtschaft) wird verlangt, dass neben der EU-Finanzierung ein Teil der Gesamtfinanzierung eines Projekts aus anderen Quellen mitfinanziert werden muss. Auch die Mittel aus dem Europäischen Sozialfonds „müssen grundsätzlich durch nationale Mittel ergänzt werden.“ Die Kofinanzierung muss nachgewiesen werden, bevor ein EU-Förderprogramm zugesagt wird. Mit der Kofinanzierung verfolgt die EU den Zweck, nur Projekte mitzufinanzieren, die auch im Sinne der Mitgliedsstaaten förderungswürdig sind. 
Quellen der Kofinanzierung können sein Eigenmittel, nationale Kofinanzierung durch den Mitgliedsstaat des Antragstellers, Schuldverschreibungen oder Bankkredite.

## Arten
Bei einer nationalen Kofinanzierung übernimmt die Gemeinschaft lediglich einen Teil der Finanzierung, es kommt also zu einer Mischfinanzierung durch Gemeinschaft und Mitgliedsstaat. Im Rahmen der EU-Förderprogramme werden zwei Arten nationaler Kofinanzierung unterschieden, die fakultative und obligatorische nationale Kofinanzierung. Bei der fakultativen können die Mitgliedsstaaten wählen, ob sie eine von der Gemeinschaft kofinanzierte Leistung gewähren möchten (Art. 175 Abs. 1 Satz 3 AEUV). Die obligatorische nationale Kofinanzierung hingegen erfordert eine Leistung durch die Mitgliedsstaaten, die den nicht gemeinschaftsfinanzierten Teil selbst tragen müssen.

## Folgen
Die Kombination von mindestens zwei Finanzierungsquellen im internationalen Förderwesen zum Zwecke der Kofinanzierung erfordert eine Zusammenarbeit von internationalen mit nationalen Institutionen. Eine Kreditgewährung für Investitionen oder Projekte kommt also nur zustande, wenn mehrere Institutionen kooperieren und die Vertragsgestaltung koordinieren. Die dem Kreditnehmer zur Verfügung gestellten Mittel stammen mithin nicht aus einer Quelle, so dass es für die einzelnen – mit knappen Mitteln ausgestatteten – Geber auch leichter wird, insbesondere größere Beträge aufzubringen.
Der Grund für diese Regelungen liegt zudem in der Überlegung, dass die Kofinanzierung von dritter öffentlicher Seite, vor allem auf nationaler oder regionaler Ebene, eine zusätzliche Absicherung und Kontrolle für die EU als Zuwendungsgeber bietet, weil man u. a. davon ausgeht, dass die Antragsteller und ihre Projekte vor Ort besser beurteilt werden können. Auch der Anteil der Eigenmittel kann als Kofinanzierung zwingend vorgeschrieben sein.
In den Bundesländern kommt es dadurch manchmal zu Mitnahmeeffekten: Förderprojekte werden angeschoben, weil es Fördermittel gibt – Landesregierungen messen ihren Erfolg daran, wie viel Bundes- und EU-Fördermittel sie eingeworben haben. Jedoch müssen die Projekte den Kriterien des Kofinanzierers genügen, er bestimmt dadurch die Richtung und kann die Projektmanager gewissermaßen am „goldenen Zügel“ führen. Es stellt sich die Frage, ob bestimmte Projekte auch begonnen worden wären, wenn es keine Kofinanzierung gegeben hätte. Zumindest wäre die Priorität in der Konkurrenz mit anderen Projekten möglicherweise vielfach gesunken. Dies ist eine klassische Problematik von Subventionen.